# Acracona elgonae
Acracona elgonae är en fjärilsart som beskrevs av Paul E. Whalley 1964. Acracona elgonae ingår i släktet Acracona och familjen mott. Inga underarter finns listade i Catalogue of Life.